# Conchita (ópera)
Conchita es una Ópera en cuatro actos y seis escenas, basada en la novela La femme et le pantin de Pierre Louÿs, según libreto de Maurizio Vaucaire y Carlo Zangarini, con música de Riccardo Zandonai.

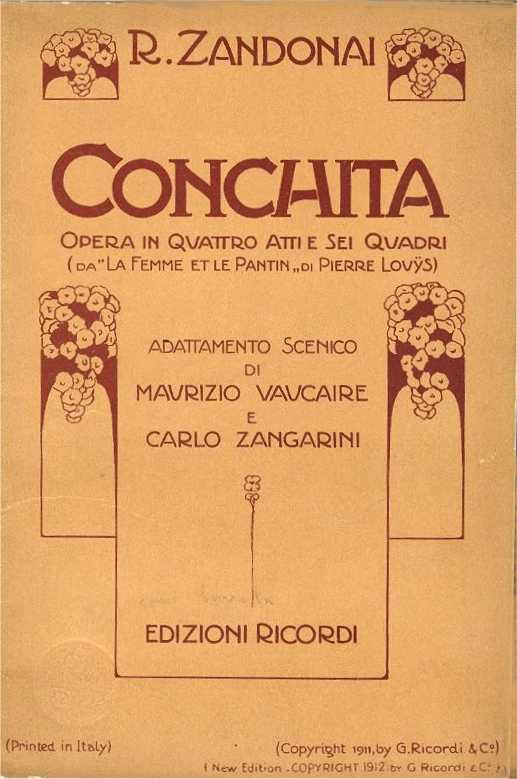
Portada de la partitura de Conchita impresa en G. Ricordi & Co en 1912.

Toda la obra es prácticamente un dúo entre los dos personajes principales, Conchita y Don Mateo, quedando el resto muy supeditado a ellos. En su estreno fue duramente criticada por lo que se consideró una carencia de melodía y abundancia de declamación y de "ruido"
Se estrenó en el Teatro dal Verme de Milán, el 14 de octubre de 1911 con el reparto que figura a continuación. El papel titular lo interpretó la soprano Tarquinia Tarquini, quien más adelante se casaría con el autor, Riccardo Zandonai.

## Reparto
| Papel             | Voz           | Estreno, 14 de octubre de 1911 (Director: Ettore Panizza) |
| ----------------- | ------------- | --------------------------------------------------------- |
| Conchita          | Soprano       | Tarquinia Tarquini                                        |
| Mateo             | Tenor         | Piero Schiavazzi                                          |
| Rufina            | Mezzo-soprano | Ida Zinolfi                                               |
| Dolores           | Soprano       | Elvira Lucca-Cannetti                                     |
| Un mercader       | Tenor         | Giuseppe Sala                                             |
| Un guía           | Tenor         | Giuseppe Sala                                             |
| García            | Bajo          | Enrico Vannuccini                                         |
| Sereno            | Bajo          | Enrico Vannuccini                                         |
| Inspector         | bajo          | Enrico Vannuccini                                         |
| Tonio             | bajo          | Aurelio Viale                                             |
| Un torero         | Barítono      |                                                           |
| Ana               | Soprano       |                                                           |
| Pepita            | Mezzo-soprano |                                                           |
| Enrichetta        | Mezzo-soprano |                                                           |
| Estella           | Mezzo-soprano |                                                           |
| Madre de Conchita | Mezzo-soprano |                                                           |
| Primer inglés     | Barítono      |                                                           |
| 2º inglés         | Barítono      |                                                           |
| Primer espectador | Tenor         |                                                           |
| 2º espectador     | Tenor         |                                                           |
| 3.er espectador   | Barítono      |                                                           |
| Supervisor        | Mezzo-soprano |                                                           |
| Mujer             | Mezzo-soprano |                                                           |
| Chica             | Soprano       |                                                           |
| Muchacho          | Tenor         |                                                           |

## Trama
La historia se desarrolla en Sevilla.
Conchita Pérez, una cigarrera pobre, es cortejada por Matteo, pero ella se resiste. Matteo paga a la madre de Conchita para ayudarlas en su precaria situación, lo cual ofende a Conchita, quien huye y se vuelve una popular bailarina de flamenco. Matteo la encuentra y continúa sus cortejos y ella continúa resistiéndolos. Para probar su amor, ella organiza una reunión con un amante falso ante los ojos de Matteo, quien pierde los estribos por los celos y así ella tiene prueba de su amor, que ahora puede corresponder.